# Chinkera, Homnabad
Chinkera là một làng thuộc tehsil Homnabad, huyện Bidar, bang Karnataka, Ấn Độ.